# Voile aux Jeux olympiques d'été de 1992
Navigation
Séoul 1988 Atlanta 1996
Cette page rapporte les résultats de la voile aux Jeux olympiques d'été de 1992.

## Règles

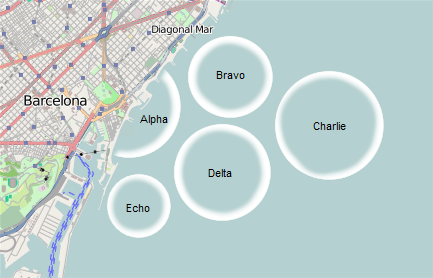
Site des compétitions

Pour obtenir le score final, on additionne les places obtenues à chaque course, hormis celle où le classement a été le moins bon. Le vainqueur est celui qui a le plus petit nombre de points.

## Voiliers olympiques
Deux nouvelles épreuves féminines sont organisées : le dériveur solitaire féminin sur Europe et la planche à voile sur la  Lechner A-390, planche également utilisée pour l'épreuve masculine. Cette planche à voile, la  Lechner A-390, est une évolution de la Lechner Division 2 de 1988. Les autres supports sont inchangés par rapport à 1988.

Europe - Lechner A-390 - Finn - 470 - Flying Dutchman - Star - Soling - Tornado

## Tableau des médailles pour la voile
| Rang | Pays             | Médaille d'or | Médaille d'argent | Médaille de bronze | Total |
| ---- | ---------------- | ------------- | ----------------- | ------------------ | ----- |
| 1    | Espagne          | 4             | 1                 | 0                  | 5     |
| 2    | France           | 2             | 0                 | 0                  | 2     |
| 3    | États-Unis       | 1             | 6                 | 2                  | 9     |
| 4    | Nouvelle-Zélande | 1             | 2                 | 1                  | 4     |
| 5    | Danemark         | 1             | 0                 | 1                  | 2     |
| 6    | Norvège          | 1             | 0                 | 0                  | 1     |
| 7    | Chine            | 0             | 1                 | 0                  | 1     |
| 8    | Australie        | 0             | 0                 | 2                  | 2     |
| 9    | Pays-Bas         | 0             | 0                 | 1                  | 1     |
| 9    | Grande-Bretagne  | 0             | 0                 | 1                  | 1     |
| 9    | Estonie          | 0             | 0                 | 1                  | 1     |
| 9    | Canada           | 0             | 0                 | 1                  | 1     |

## Planche à voile Lechner A-390

### Femmes
| Médaille           | Noms            | Pays             |
| ------------------ | --------------- | ---------------- |
| Médaille d'or      | Barbara Kendall | Nouvelle-Zélande |
| Médaille d'argent  | Zhang Xiaodong  | Chine            |
| Médaille de bronze | Dorien De Vries | Pays-Bas         |

### Hommes
| Médaille           | Noms             | Pays       |
| ------------------ | ---------------- | ---------- |
| Médaille d'or      | Franck David     | France     |
| Médaille d'argent  | Michael Gebhardt | États-Unis |
| Médaille de bronze | Lars Kleppich    | Australie  |

## Dériveur solitaire Europe (femmes)
| Médaille           | Noms                 | Pays       |
| ------------------ | -------------------- | ---------- |
| Médaille d'or      | Linda Andersen       | Norvège    |
| Médaille d'argent  | Natalia Vía Dufresne | Espagne    |
| Médaille de bronze | Julia Trotman        | États-Unis |

## Dériveur solitaire Finn (hommes)
| Médaille           | Noms               | Pays             |
| ------------------ | ------------------ | ---------------- |
| Médaille d'or      | José van der Ploeg | Espagne          |
| Médaille d'argent  | Brian Ledbetter    | États-Unis       |
| Médaille de bronze | Craig Monk         | Nouvelle-Zélande |

## Dériveur double470

### Femmes
| Médaille           | Noms                            | Pays             |
| ------------------ | ------------------------------- | ---------------- |
| Médaille d'or      | Theresa Zabell, Patricia Guerra | Espagne          |
| Médaille d'argent  | Leslie Egnot, Jan Shearer       | Nouvelle-Zélande |
| Médaille de bronze | Jennifer Isler, Pamela Healy    | États-Unis       |

### Hommes
| Médaille           | Noms                                  | Pays       |
| ------------------ | ------------------------------------- | ---------- |
| Médaille d'or      | Jordi Calafat, Francisco Sánchez Luna | Espagne    |
| Médaille d'argent  | Morgan Reeser, Kevin Burnham          | États-Unis |
| Médaille de bronze | Tõnu Tõniste, Toomas Tõniste          | Estonie    |

## Dériveur double Flying Dutchman
| Médaille           | Noms                                     | Pays       |
| ------------------ | ---------------------------------------- | ---------- |
| Médaille d'or      | Luis Doreste, Domingo Manrique           | Espagne    |
| Médaille d'argent  | Stephen Bourdow, Paul Foerster           | États-Unis |
| Médaille de bronze | Jens Bojsen-Møller, Jørgen Bojsen-Møller | Danemark   |

## Quillard deux équipiers Star (hommes)
| Médaille           | Noms                           | Pays             |
| ------------------ | ------------------------------ | ---------------- |
| Médaille d'or      | Mark Reynolds, Harold Haenel   | États-Unis       |
| Médaille d'argent  | Rod Davis, Donald Cowie        | Nouvelle-Zélande |
| Médaille de bronze | Ross MacDonald, Eric Jespersen | Canada           |

## Soling
| Médaille           | Noms                                            | Pays            |
| ------------------ | ----------------------------------------------- | --------------- |
| Médaille d'or      | Jesper Bank, Steen Secher, Jesper Seier         | Danemark        |
| Médaille d'argent  | Kevin Mahaney, James Brady, Douglas Kern        | États-Unis      |
| Médaille de bronze | Lawrie Smith, Robert Cruickshank, Ossie Stewart | Grande-Bretagne |

## Tornado
| Médaille           | Noms                       | Pays       |
| ------------------ | -------------------------- | ---------- |
| Médaille d'or      | Yves Loday, Nicolas Hénard | France     |
| Médaille d'argent  | Randy Smyth, Keith Notary  | États-Unis |
| Médaille de bronze | Mitch Booth, John Forbes   | Australie  |